# Courtefontaine (Doubs)
Courtefontaine ist eine französische Gemeinde mit 247 Einwohnern (Stand: 1. Januar 2022) im Département Doubs in der Region Bourgogne-Franche-Comté.

## Geographie
Courtefontaine liegt auf 780 m, elf Kilometer nordöstlich von Maîche und etwa 23 Kilometer südsüdöstlich der Stadt Montbéliard (Luftlinie). Das Dorf erstreckt sich im Jura, in einer Mulde im äußersten Nordosten des Hochplateaus von Maîche, südlich des tief eingeschnittenen Tals des Doubs. Das Gemeindegebiet gehört zum Regionalen Naturpark Doubs-Horloger.
Die Fläche des 7,70 km² großen Gemeindegebiets umfasst einen Abschnitt des französischen Juras. Der Hauptteil des Gebietes wird vom schwach reliefierten Plateau von Courtefontaine eingenommen, das durchschnittlich auf 770 m liegt. Es ist überwiegend mit Wies- und Weideland bestanden. Das Plateau besitzt keine oberirdischen Fließgewässer, weil das Niederschlagswasser im verkarsteten Untergrund versickert. Nach Westen steigt das Gelände leicht an zu den Höhen von Les Vérailles (814 m), Queue de Veau (860 m) und Champs Vers. Gegen Westen und Norden fallen diese Höhen steil zum Doubstal ab, wobei die Gemeindegrenze meist oberhalb der Steilhänge verläuft. Im Osten schließt sich die Waldhöhe Joux de Prost an das Plateau an, auf der mit 920 m die höchste Erhebung von Courtefontaine erreicht wird. Nach Süden erstreckt sich das Gemeindeareal über einen Abschnitt des Beckens von Les Plains-et-Grands-Essarts bis an den Hang von Montsassier.
Nachbargemeinden von Courtefontaine sind Montjoie-le-Château und Vaufrey im Norden, Indevillers im Osten, Les Plains-et-Grands-Essarts im Süden sowie Soulce-Cernay im Westen.

## Geschichte
Zusammen mit der Franche-Comté gelangte das Dorf mit dem Frieden von Nimwegen 1678 an Frankreich.

## Sehenswürdigkeiten

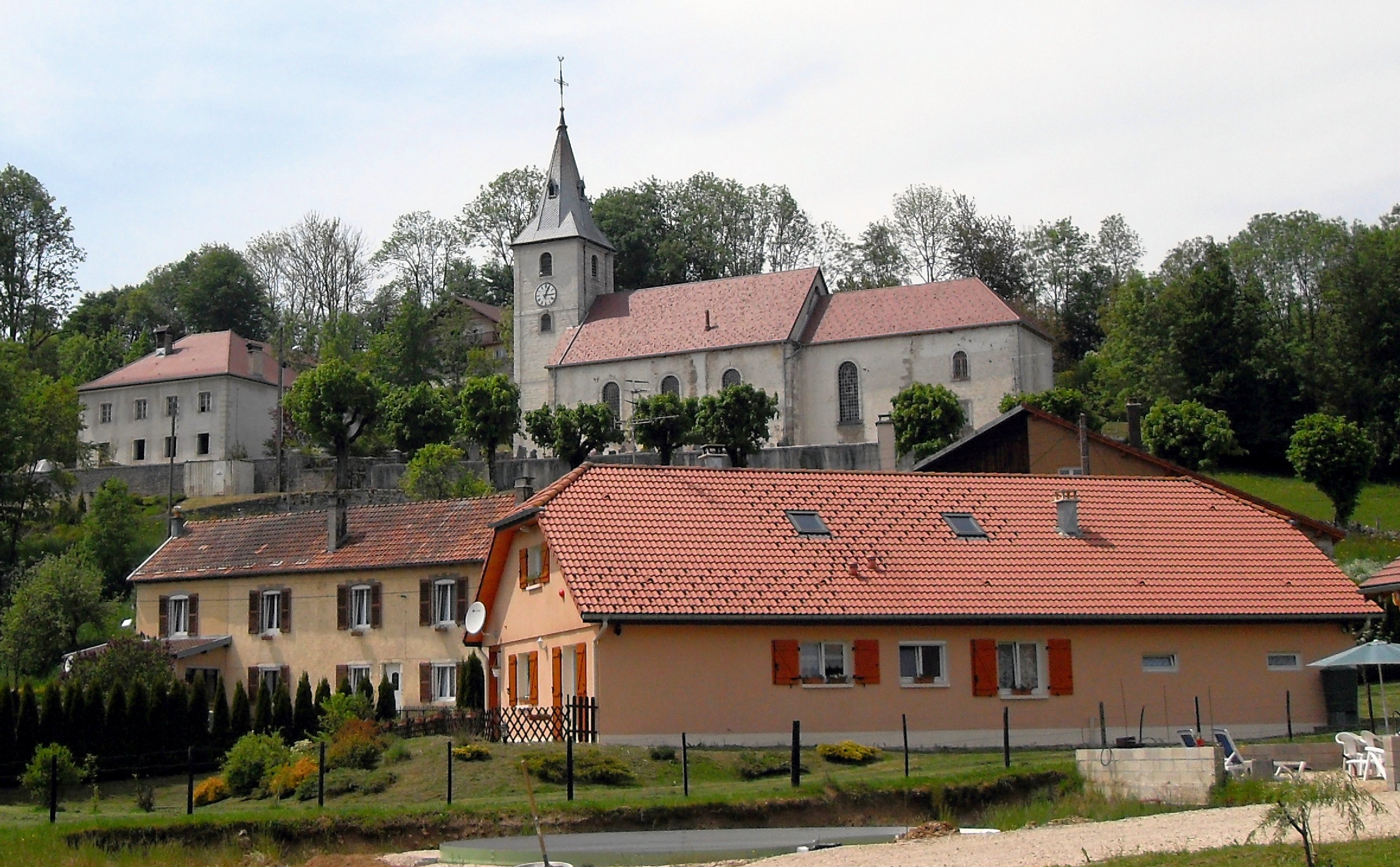
Kirche Saint-Laurent
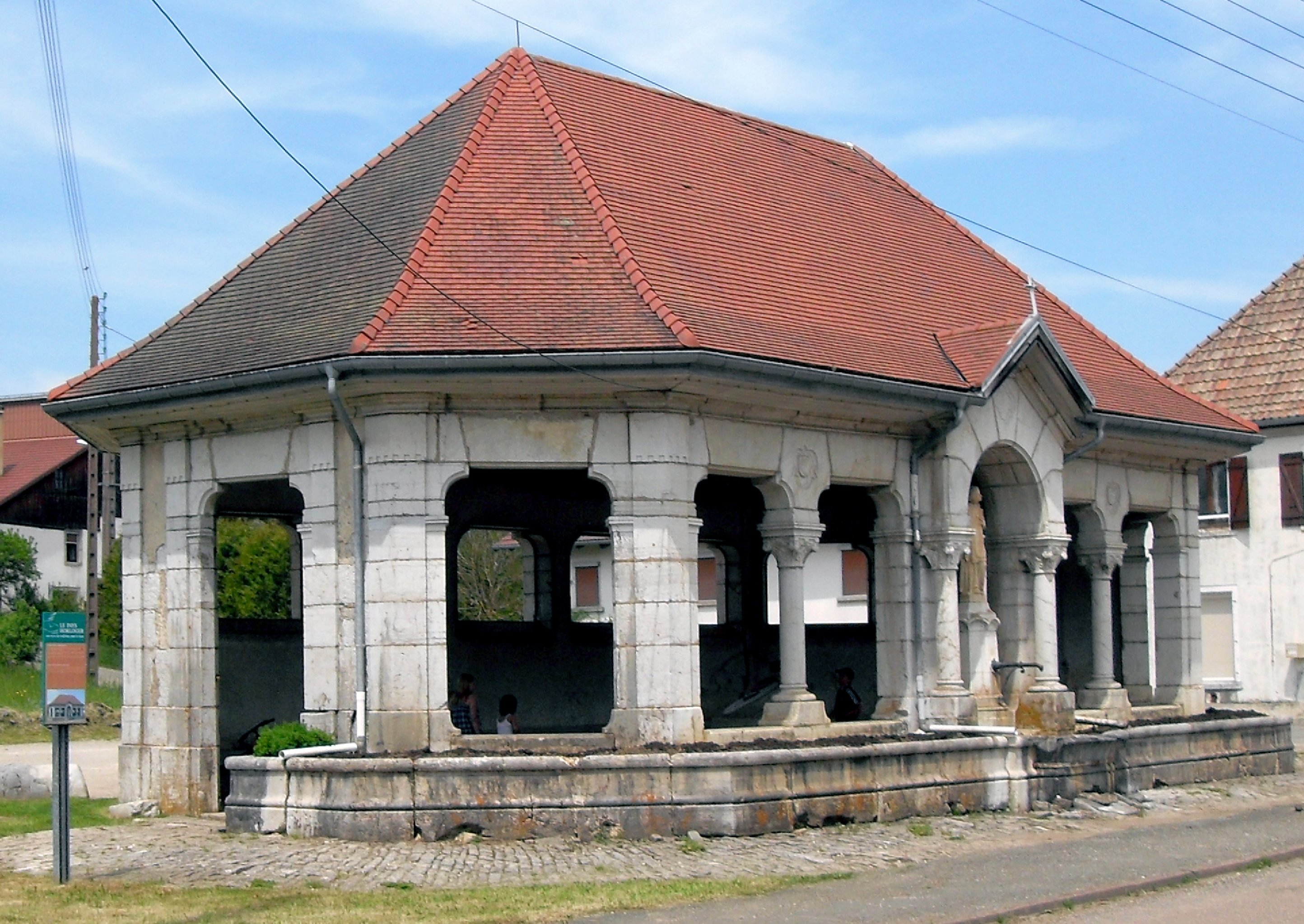
Lavoir
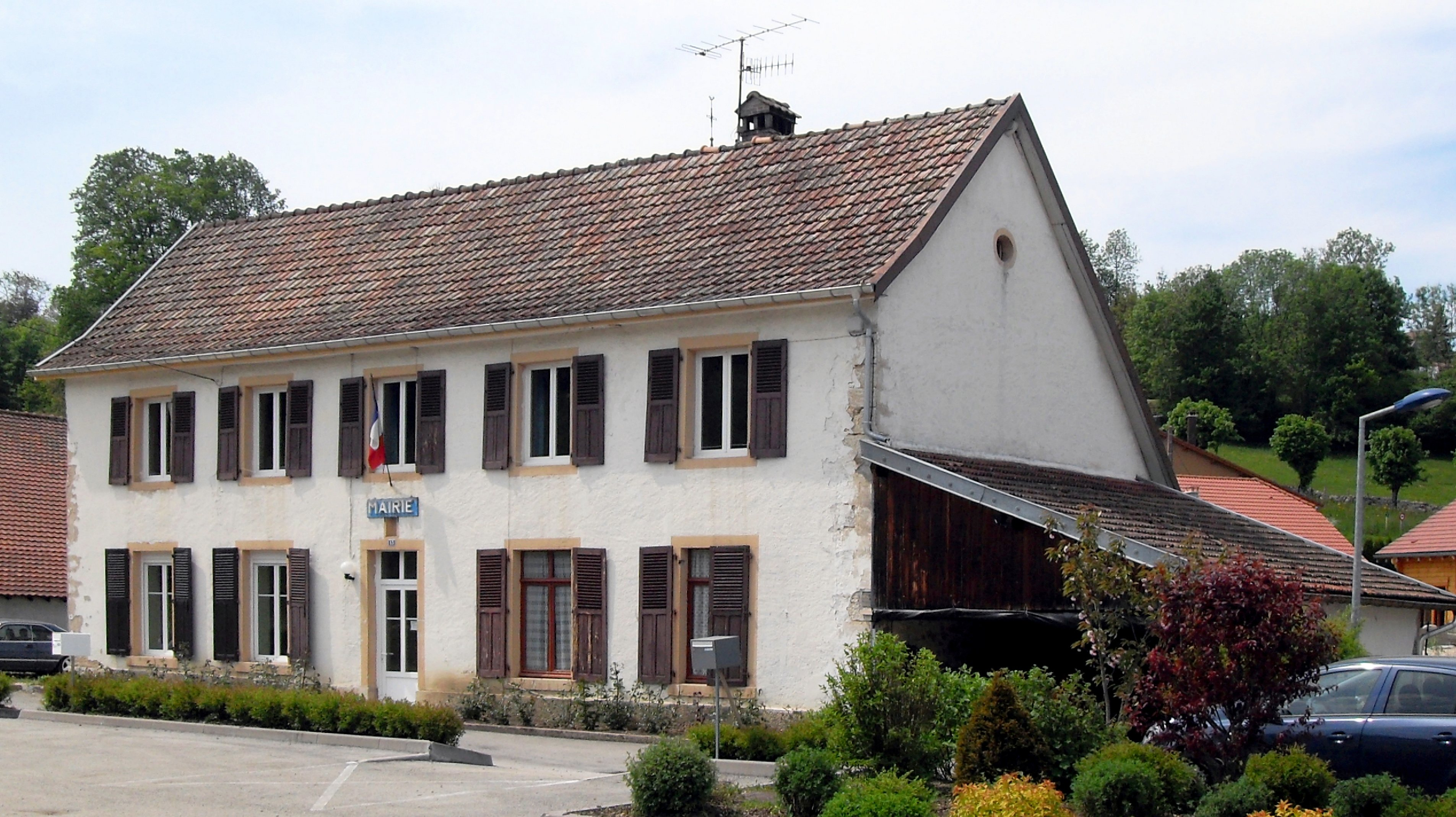
Mairie

- Kirche Saint-Laurent
- Lavoir
- Mairie

## Bevölkerung
| Jahr                       | 1962 | 1968 | 1975 | 1982 | 1990 | 1999 | 2016 |
| Einwohner                  | 196  | 196  | 215  | 240  | 230  | 215  | 248  |
| Quellen: Cassini und INSEE |      |      |      |      |      |      |      |

Mit 247 Einwohnern (Stand 1. Januar 2022) gehört Courtefontaine zu den kleinen Gemeinden des Départements Doubs. Nachdem die Einwohnerzahl in der ersten Hälfte des 20. Jahrhunderts deutlich abgenommen hatte (1881 wurden noch 362 Personen gezählt), wurden seit Beginn der 1960er Jahre nur noch relativ geringe Schwankungen verzeichnet.

## Wirtschaft und Infrastruktur
Courtefontaine war bis weit ins 20. Jahrhundert hinein ein vorwiegend durch die Landwirtschaft (Viehzucht und Milchwirtschaft) und die Forstwirtschaft geprägtes Dorf. Daneben gibt es heute einige Betriebe des lokalen Kleingewerbes, vor allem in der Holzverarbeitung. Viele Erwerbstätige sind auch Wegpendler, die in den umliegenden größeren Ortschaften ihrer Arbeit nachgehen.
Die Ortschaft liegt abseits der größeren Durchgangsstraßen an einer Departementsstraße, die von Soulce-Cernay nach Indevillers führt. Weitere Straßenverbindungen bestehen mit Les Plains-et-Grands-Essarts und Vaufrey.